# Natação nos Jogos Pan-Americanos de 1999 - 400 m medley feminino
O evento dos 400 m medley feminino nos Jogos Pan-Americanos de 1999 foi realizado em Winnipeg, Canadá, em 2 de agosto de 1999. A última campeã dos Jogos Pan-Americanos foi Joanne Malar, do Canadá.
Essa corrida consistiu em oito voltas em quatro estilos em piscina olímpica.

## Resultados
Todos os tempos estão em minutos e segundos.
| CHAVE: | q | Mais rápidos não-classificados | Q | Classificados | GR | Recorde dos jogos | NR | Recorde nacional | PB | Melhor marca pessoal | SB | Melhor marca na temporada |

### Eliminatórias
A primeira fase foi realizada em 6 de agosto.
| Posição | Nome             | Nação              | Tempo   | Notas |
| ------- | ---------------- | ------------------ | ------- | ----- |
| 1       | Joanne Malar     | CAN Canadá         | 4:44.34 | Q     |
| 2       | Maggie Bowen     | USA Estados Unidos | 4:51.14 | Q     |
| 3       | Fabíola Molina   | BRA Brasil         | 4:54.58 | Q     |
| 4       | Liz Warden       | CAN Canadá         | 4:54.68 | Q     |
| 5       | Shannon Cullen   | USA Estados Unidos | 4:54.89 | Q     |
| 6       | Carolyn Adel     | SUR Suriname       | 4:57.74 | Q     |
| 7       | Georgina Bardach | ARG Argentina      | 4:59.26 | Q     |
| 8       | Bárbara Jatobá   | BRA Brasil         | 5:07.32 | Q     |

### Final B
A final B foi realizada em 2 de agosto.
| Posição | Nome          | Nação    | Tempo   | Notas |
| ------- | ------------- | -------- | ------- | ----- |
| 9       | Jeanett Yanez | PER Peru | 5:19.90 |       |

### Final A
A final A foi realizada em 2 de agosto.
| Posição           | Nome             | Nação              | Tempo   | Notas |
| ----------------- | ---------------- | ------------------ | ------- | ----- |
| Medalha de ouro   | Joanne Malar     | CAN Canadá         | 4:38.46 | GR    |
| Medalha de prata  | Maggie Bowen     | USA Estados Unidos | 4:49.22 |       |
| Medalha de bronze | Carolyn Adel     | SUR Suriname       | 4:50.41 |       |
| 4                 | Fabíola Molina   | BRA Brasil         | 4:54.38 |       |
| 5                 | Shannon Cullen   | USA Estados Unidos | 4:54.68 |       |
| 6                 | Liz Warden       | CAN Canadá         | 4:54.83 |       |
| 7                 | Georgina Bardach | ARG Argentina      | 4:55.94 |       |
| 8                 | Bárbara Jatobá   | BRA Brasil         | 5:07.02 |       |